# بيتر كليفتون
بيتر كليفتون (بالإنجليزية: Peter Clifton)‏ هو مخرج بريطاني، ولد في 1945 في سيدني في أستراليا، وتوفي في يونيو 2018.

## وصلات خارجية
- بيتر كليفتون على موقع IMDb (الإنجليزية)
- بيتر كليفتون على موقع ألو سيني (الفرنسية)
- بيتر كليفتون على موقع ميوزك برينز (الإنجليزية)
- بيتر كليفتون على موقع أول موفي (الإنجليزية)
- بيتر كليفتون على موقع قاعدة بيانات الأفلام السويدية (السويدية)
- بيتر كليفتون على موقع قاعدة بيانات الفيلم (الإنجليزية)
- بيتر كليفتون على موقع كينوبويسك (الروسية)